# 圣索尔南 (滨海夏朗德省)
圣索尔南（法語：Saint-Sornin，法語發音：[sɛ̃ sɔʁnɛ̃]）是法国滨海夏朗德省的一个市镇，位于该省中西部，属于罗什福尔区。

## 地理
圣索尔南（45°46'6"N, 0°58'44"W）面积13.49 平方千米，位于法国新阿基坦大区滨海夏朗德省，该省份为法国西部滨海省份，北起旺代省，西临大西洋，南至吉倫特省，东南接多爾多涅省，东北接德塞夫勒省接壤，东临夏朗德省。
与圣索尔南接壤的市镇（或旧市镇、城区）包括：拉格里普里-圣桑福里安、勒加、瑟德尔河畔尼约勒、圣热姆、圣瑞斯特-吕扎克。

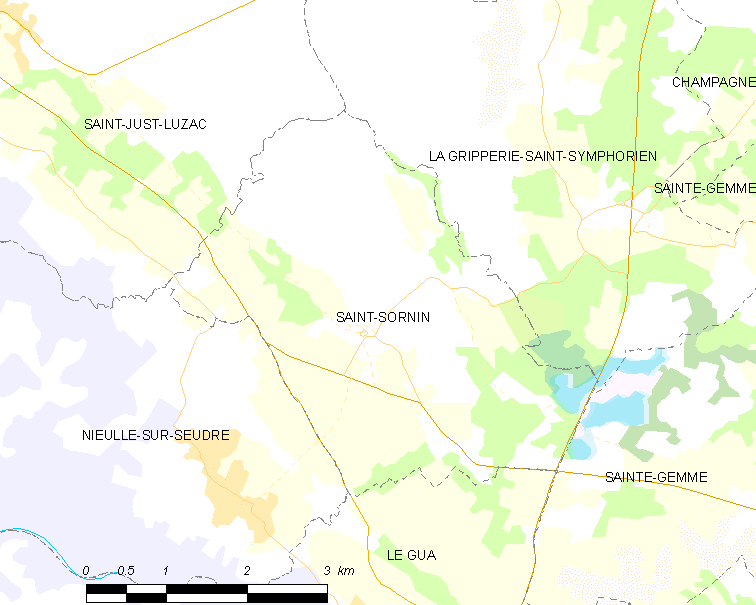
的OSM定位图

圣索尔南的时区为UTC+01:00、UTC+02:00（夏令时）。

## 行政
圣索尔南的邮政编码为17600，INSEE市镇编码为17406。

## 政治
圣索尔南所属的省级选区为马雷讷县。

## 人口

1962-2008年间人口变化图示

圣索尔南于2022年1月1日时的人口数量为420人。